# 人見塁

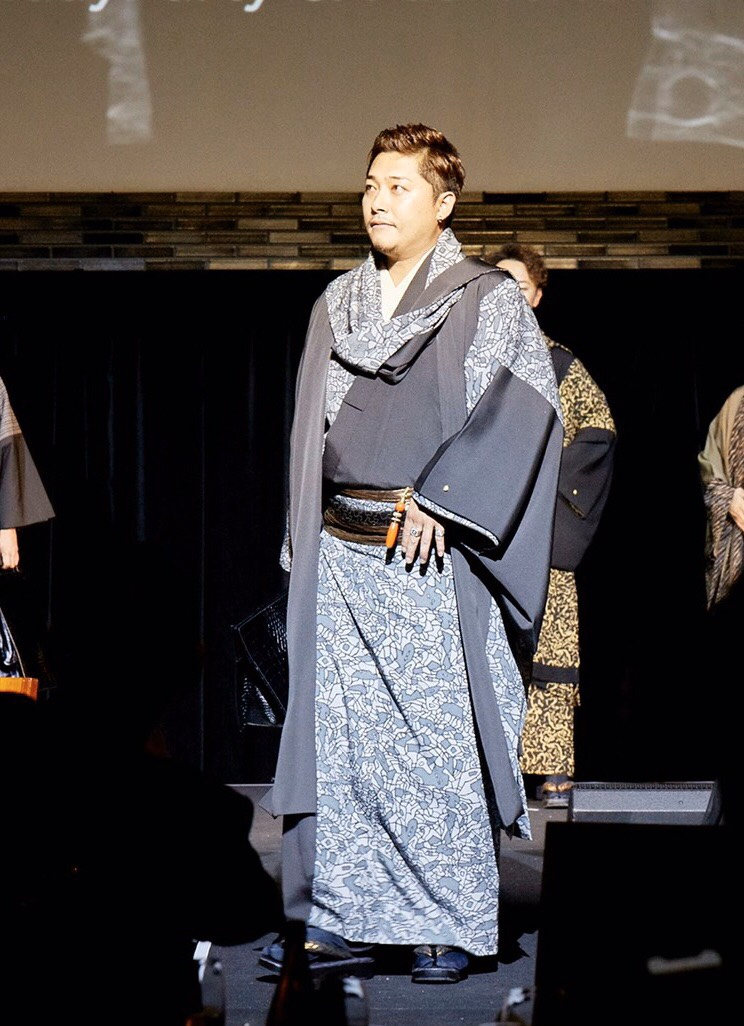
人見 塁

人見 塁（ひとみ るい、1988年（昭和63年）9月21日 - ）は、人見トレーニングファーム代表。栃木県宇都宮市出身。血液型はA型。好きな動物は馬。

## 経歴
- 2013年 - 人見トレーニングファーム設立。
- 2016年 - 人見トレーニングファーム分場を設立。乗馬クラブ設立。

### 生い立ち
宇都宮競馬場の調教師であった父の三男として栃木県で生まれる。兄は厩務員、叔父は元厩務員会長、祖父、大叔父、従伯父は元調教師であった。

### 学生時代
朝、厩舎の仕事が終わってから学校に通っていた。幼稚園から小学校4年生までサッカー、4年生から野球部に所属。5番バッターを務めて栃木県宇河地区で優勝したこともある。
また、このころの将来の夢はジョッキーであったが、骨格がジョッキーに適したものではなかったことから、祖父と父に反対されて断念している。

### 卒業後
2004年、16歳の時に宇都宮競馬場廃止に伴い、建築関係の仕事に就く。
2006年、18歳の時、建築の仕事中に馬の仕事をやりたいと思い、その日のうちに親方に辞めると言いだし、さらに同日に単身群馬県伊勢崎市にある境共同トレーニングセンターへ赴く。2008年には大井競馬場の香取厩舎外厩厩務員となり、初の担当馬としてハシルヨウジを担当。当時同じ香取厩舎に所属していた戸崎圭太騎手鞍上で、3着という結果で終わった。
その後、上杉厩舎外厩厩務員を経て、2013年に24歳で人見トレーニングファームを開業。開業当時は預託馬1頭のみの状態で、馬を集めるのに苦労していた。28歳で人見トレーニングファーム分場を開業し、同時に乗馬クラブも開業。2018年10月時点では、JRAおよびNARの現役競走馬約40頭を管理している。
2018年12月、30歳で馬主免許を取得した。
2019年10月27日、ファッションデザイナー紫藤尚世によるブランドAAPPAREのファッションショーにモデルとして出演。

## 馬主として
2019年2月27日、川崎競馬場での第1レースにて、自身が馬主を務めるカンタルベルン号（鞍上山崎誠士）が初出走を迎えたが、第1コーナーでアクシデントにより競走中止となる。
2019年11月18日、川崎競馬場第4レースにて、ドルドルエイト号（鞍上山崎誠士）が勝利したことで、馬主としての初勝利となった。
2020年4月17日、プリズムアーク（鞍上藤本現輝）が優勝した。このときの賞金は全額マスクに変え、約10000枚のマスクを周囲に寄贈した。
2020年6月現在では全12頭の馬を所有している。
2020年10月現在では全20頭の競走馬を所有している。

## 人見トレーニングファーム
人見トレーニングファームとは、2013年7月に栃木県那須塩原市地方競馬教養センター内に開業した競走馬の休養牧場である。2015年、川崎競馬場 鈴木義久厩舎 外厩認定取得（2015年4月 - 2018年4月）。2017年、川崎競馬場 高月賢一厩舎 外厩認定取得（2017年4月 - ）。
2016年には乗馬クラブも開業。2017年には那須町前町長らの協力により、道の駅東山道伊王野にて乗馬体験イベントを開催。2018年時点でも道の駅地域イベントのひとつとして続けられている。